# Filippo Berardi
Filippo Berardi (* 18. Mai 1997 in San Marino) ist ein san-marinesischer Fußballspieler auf der Position des Rechtsaußen. Er ist aktuell für US Ancona in Italien und die San-marinesische Fußballnationalmannschaft aktiv.

## Karriere

### Verein
Berardi begann seine Karriere im italienischen Verein AC Rimini, wo er am 5. Oktober 2014 im Spiel gegen AC Fidenza sein Profidebüt in der Serie D gab. Für den Verein absolvierte er 2013/14 23 Ligaspiele und wurde Gruppensieger der Girone D in der Serie D. Im August 2015 wechselte er in die Jugend des Erstligisten FC Turin, wo er unter Trainer Moreno Longo regelmäßig zu Einsätzen kam. Er nahm mit der Mannschaft an der UEFA Youth League teil, scheiterte jedoch bereits in der zweiten Runde am englischen Vertreter FC Middlesbrough. 2017 wurde er zu Juve Stabia in die Serie C verliehen wo er 26 Ligaspiele absolvierte. Nach seiner Rückkehr zum FC Turin, wurde Berardi erneut in die Serie C zum apulischen Verein SS Monopoli verliehen. Hier kam er jedoch nicht über die Rolle des Einwechselspielers hinaus und absolvierte nur wenige Einsätze. Nach dem Ende der Leihe verließ er Turin und wechselte zum kalabrischen Verein Vibonese Calcio. Hier gehörte er zur Stammelf und absolvierte in seiner Debütsaison 20 Ligaspiele für den Verein. Auch in der Folgesaison später konnte er unter Trainer Angelo Galfano an diese Leistungen anknüpfen. Im Juli 2021 wechselte innerhalb der Serie C zu US Ancona, zog sich aber noch vor Beginn der Saison eine Knieverletzung zu und konnte dadurch noch kein Spiel für den neuen Verein bestreiten.

### Nationalmannschaft
Berardi durchlief zunächst die Jugendabteilungen des San-marinesische Verbandes und gab sein Debüt für die A-Nationalmannschaft am 4. September 2016, im Rahmen der Qualifikation zur Fußball-Weltmeisterschaft 2018 gegen die Auswahl der Aserbaidschan. Er nahm an Qualifikationsspielen zur Fußball-Weltmeisterschaft (2018, 2022) und der Europameisterschaft 2020 teil, konnte jedoch bisher keine nennenswerten Erfolge erzielen. Zudem war Berardi Teilnehmer an zwei Ausgaben der UEFA Nations League (2018/19, 2020/21). Im Qualifikationsspiel gegen die Mannschaft aus Kasachstan am 16. November 2019, erzielte er nicht nur seinen bisher einzigen Treffer für die Nationalmannschaft, sondern auch das erstes Heimtor für San Marino seit sechs Jahren. Seinen bisher letzten Einsatz im Trikot der Nationalelf absolvierte Berardi am 16. Juni 2023 gegen die Mannschaft aus Kasachstan.